# René Laennec
René-Théophile-Marie-Hyacinthe Laennec (Quimper, 17 febbraio 1781 – Douarnenez, 13 agosto 1826) è stato un medico francese.
Si interessò allo studio per il miglioramento dell'auscultazione. Il 17 febbraio 1816 inventò lo stetoscopio.
A lui si deve anche la definizione "il volume del cuore di un soggetto è pari al volume del suo pugno".

## Biografia

### Infanzia
Nacque a Quimper, cittadina all'estrema punta della Bretagna. 
Figlio di Théophile Marie Laennec e Michelle Gabrielle Félicité Guedson, ebbe un'infanzia difficile: la madre morì, infatti, di tubercolosi nel 1786, quando egli aveva solo cinque anni e suo padre, avvocato, non era in grado di occuparsi dei figli. Per questo motivo Laennec venne affidato allo zio Guillaume, medico a Nantes, che gli trasmise la passione per la medicina.

### Formazione
I suoi studi medici iniziarono nel 1795 all'Hôpital de la Paix di Nantes, guidato dallo zio. Dopo un esordio come aiuto-chirurgo all'interno dell'esercito, deluso dalla vita militare, partì alla volta di Parigi nel 1801. Sprovvisto di mezzi e senza poter contare sull'aiuto del padre, iniziò a frequentare svariati corsi presso la facoltà di medicina da poco riorganizzata. Qui entrò in contatto con Marie François Xavier Bichat e studiò sotto la guida di Jean-Nicolas Corvisart des Marets, medico di Napoleone Bonaparte. Allo studio teorico affiancò l'esperienza pratica nel campo dell'anatomia patologica, collaborando con medici quali Guillaume Dupuytren e Gaspard Laurent Bayle.
Il 16 giugno 1804 si laureò con una tesi molto apprezzata, dal titolo "Proposizioni sulla dottrina di Ippocrate riguardo alla medicina pratica", nella quale integrò le conoscenze della diagnostica del suo tempo alla mera osservazione dei sintomi di stampo ippocratico.

### Invenzione dello stetoscopio

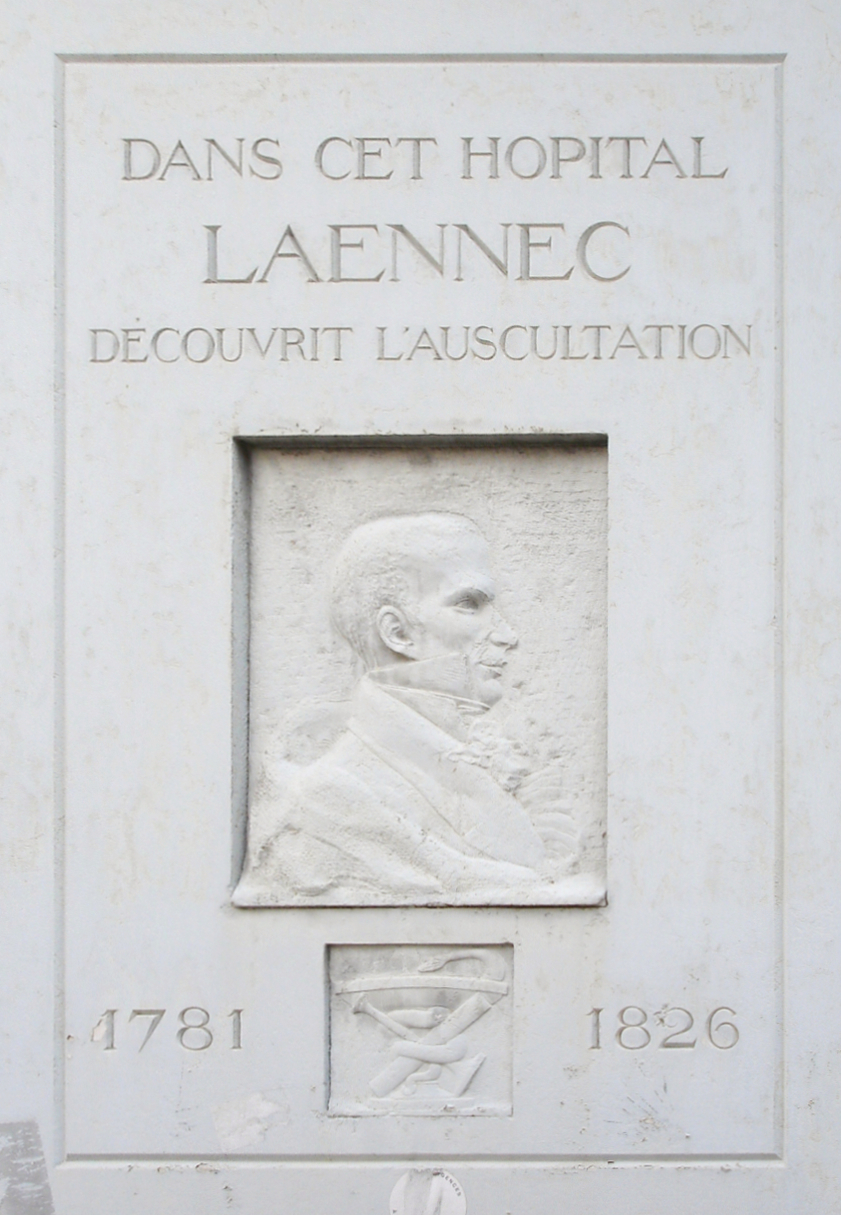
Lapide che ricorda Laennec e l'invenzione dello stetoscopio all'Ospedale Necker di Parigi.

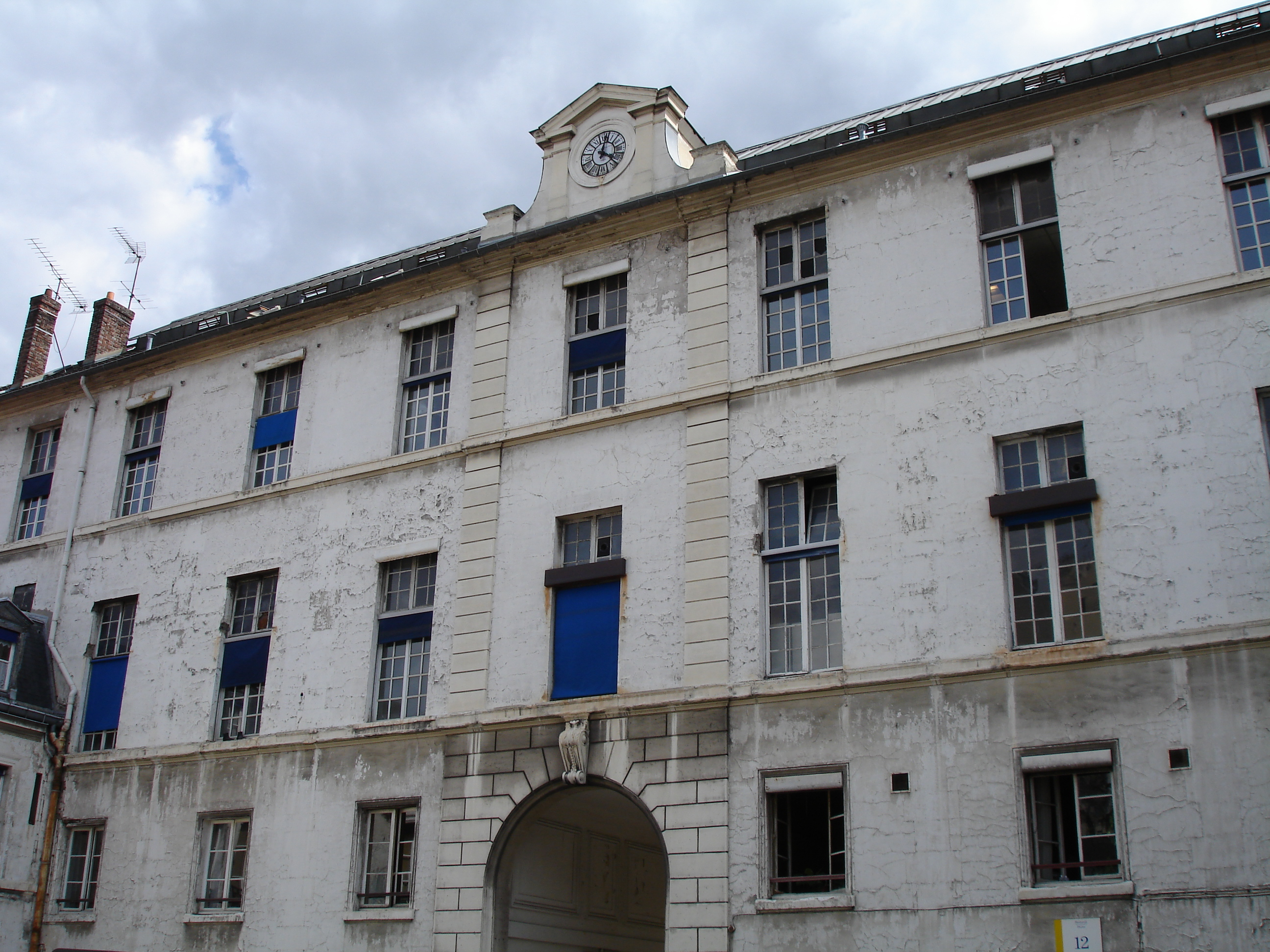
Facciata principale dell'Ospedale Necker di Parigi.

Nel 1816 Laennec ottenne un incarico all'ospedale Necker di Parigi e divenne in poco tempo uno dei più celebri patologi della capitale francese.
Secondo una leggenda riferita anni dopo da un suo collega, una mattina René stava passeggiando nei pressi del Palazzo del Louvre, ancora un cantiere in costruzione, quando scorse alcuni ragazzi che giocavano in maniera curiosa. Uno di essi poggiava all'orecchio l'estremità di una pertica lunga e sottile, mentre un altro, messosi all'altra estremità, la percuoteva leggermente con uno spillo.
Il giovane patologo si avvicinò ai ragazzi e chiese loro cosa stessero facendo. Per tutta risposta, uno di essi invitò Laennec a mettersi al suo posto. Incredulo, il medico ascoltò forte e distinto l'impercettibile rumore provocato dallo spillo. Immediatamente considerò che un sistema simile, in piccolo, avrebbe permesso di ascoltare con precisione i battiti cardiaci.
Pochi giorni dopo nell'ospedale dove lavorava si presentò una donna giovane e pingue a tal punto che l'auscultazione diretta si sarebbe presentata poco utile oltre che imbarazzante sia per il medico che per la paziente. Il giovane Laennec, caratterizzato da una particolare sensibilità e da un forte senso del pudore, non se la sentì di appoggiare l'orecchio sul suo seno. Allora prese un foglio di carta, ne fece un rotolo molto stretto e ne appoggiò un'estremità sulla regione precordiale. Posando l'orecchio all'altro capo, fu tanto sorpreso quanto soddisfatto nel sentire i battiti del cuore più distintamente di quanto fosse stato possibile fare con l'applicazione immediata dell'orecchio.
Laennec pensò di mettere a frutto la sua abilità nel tornire il legno e costruì i primi stetoscopi in serie. I prototipi erano di cedro e di ebano, misuravano trenta centimetri di lunghezza e il canale praticato all'interno era largo cinque millimetri. Nacque così lo stetoscopio (dal greco stéthos, petto, e skopéin, osservare, esplorare), ancora oggi simbolo della professione medica, che innescò una vera e propria rivoluzione in ambito diagnostico.

#### Il Trattato sull'auscultazione mediata

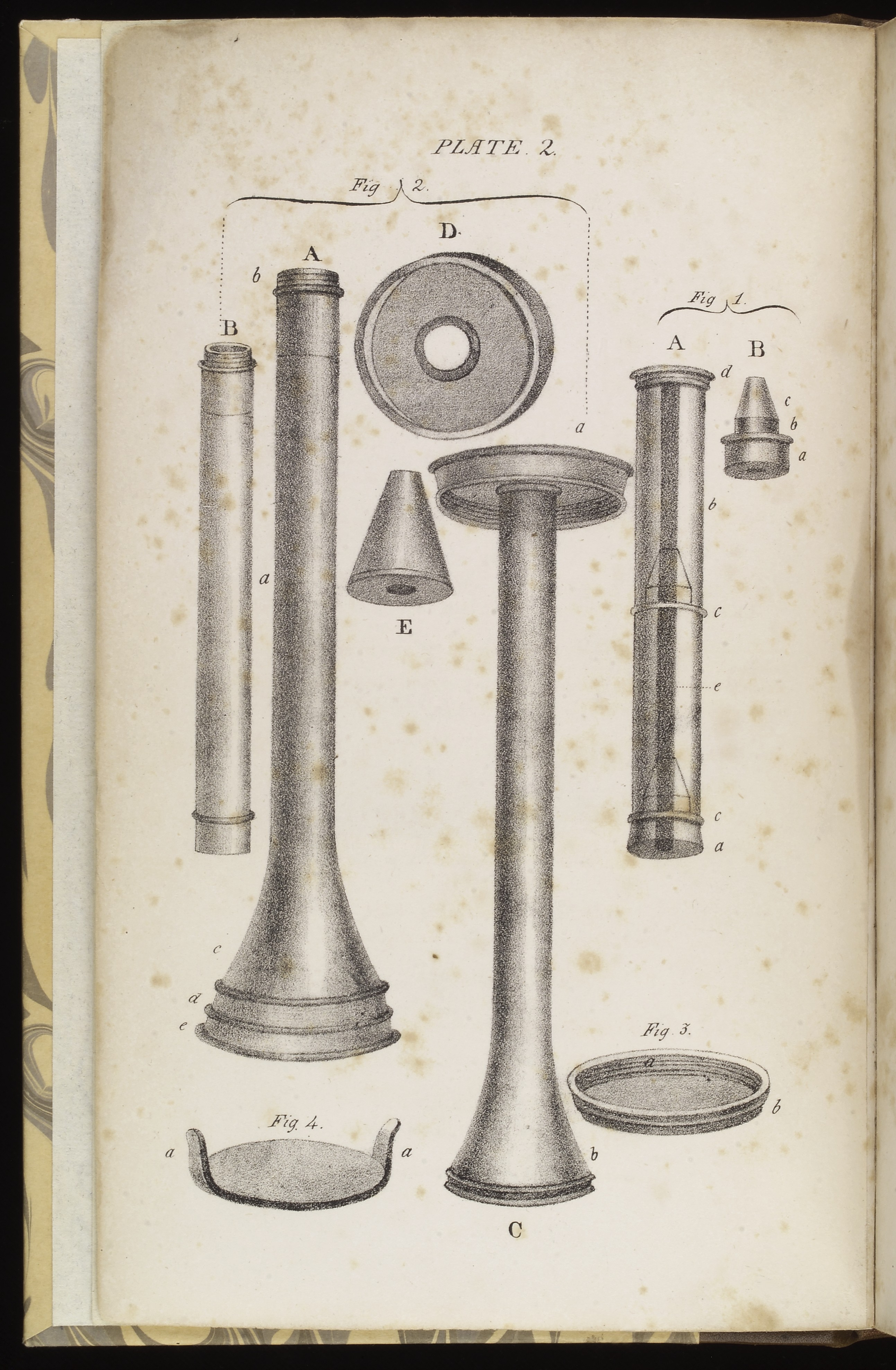
Frontespizio del libro Diseases of the Chest di Laennec con illustrazione del suo stetoscopio

Nel febbraio 1818 Laennec comunicò la sua invenzione all'Accademia delle Scienze e dopo qualche mese trattò con gli editori Brosson e Chaudé per far pubblicare il suo libro Trattato sull'auscultazione mediata.
Quest'opera fu utile per chiarire la distinzione delle malattie cardiache da quelle polmonari, visto che i loro sintomi sono spesso comuni. Il maggior merito fu quello di confrontare la sintomatologia generale con i risultati dati dalle auscultazioni sui pazienti. Egli riprese tutte le malattie polmonari, precisò quelle già conosciute evidenziandone i sintomi, dissociò quelle che venivano confuse e fornì gli elementi necessari per distinguerle.

### Polemiche e morte
Il Trattato fu accolto inizialmente in maniera critica; persino lo zio Guillaume rimase esitante davanti alle novità proposte dal nipote, sebbene poi divenne cosciente della loro portata rivoluzionaria. Furono restii soprattutto i medici legati ad antiche pratiche, come il collega bretone François Broussais, che accusò Laennec in veementi pamphlet di essere un ciarlatano e di aver realizzato uno strumento inutile e dannoso come lo stetoscopio. Broussais pretendeva, invece, di curare ogni tipo di malattia con l'applicazione di sanguisughe, cosa che però fece innalzare l'indice di mortalità della Bretagna. Al contrario, tra i sostenitori non mancarono nomi noti come quelli di Hallé e François-René de Chateaubriand.
L'ardente lavoro dedicato alla stesura del Trattato gravò sulla salute già precaria di Laennec, che nel 1818, vinto da un esaurimento nervoso, fu costretto a concedersi una vacanza in Bretagna sostando a Kerlouanec, Pont l'Abbé e Douarnenez. Tornato a Parigi, donò la sua biblioteca, ricca di numerose collezioni, alla facoltà di medicina e si trasferì in Bretagna. La salute precaria gli impedì di accettare molti incarichi che gli erano stati proposti, tra cui quello di professore di clinica e preside della facoltà di medicina. Riuscì comunque ad insegnare alla Charité e al Collège de France. Nell'aprile del 1826, affetto da tubercolosi, fu costretto a ritirarsi definitivamente in Bretagna, senza però ottenere miglioramenti: vi morì infatti il 13 agosto, paradossalmente a causa di una malattia che aveva a lungo analizzato.

## Personalità

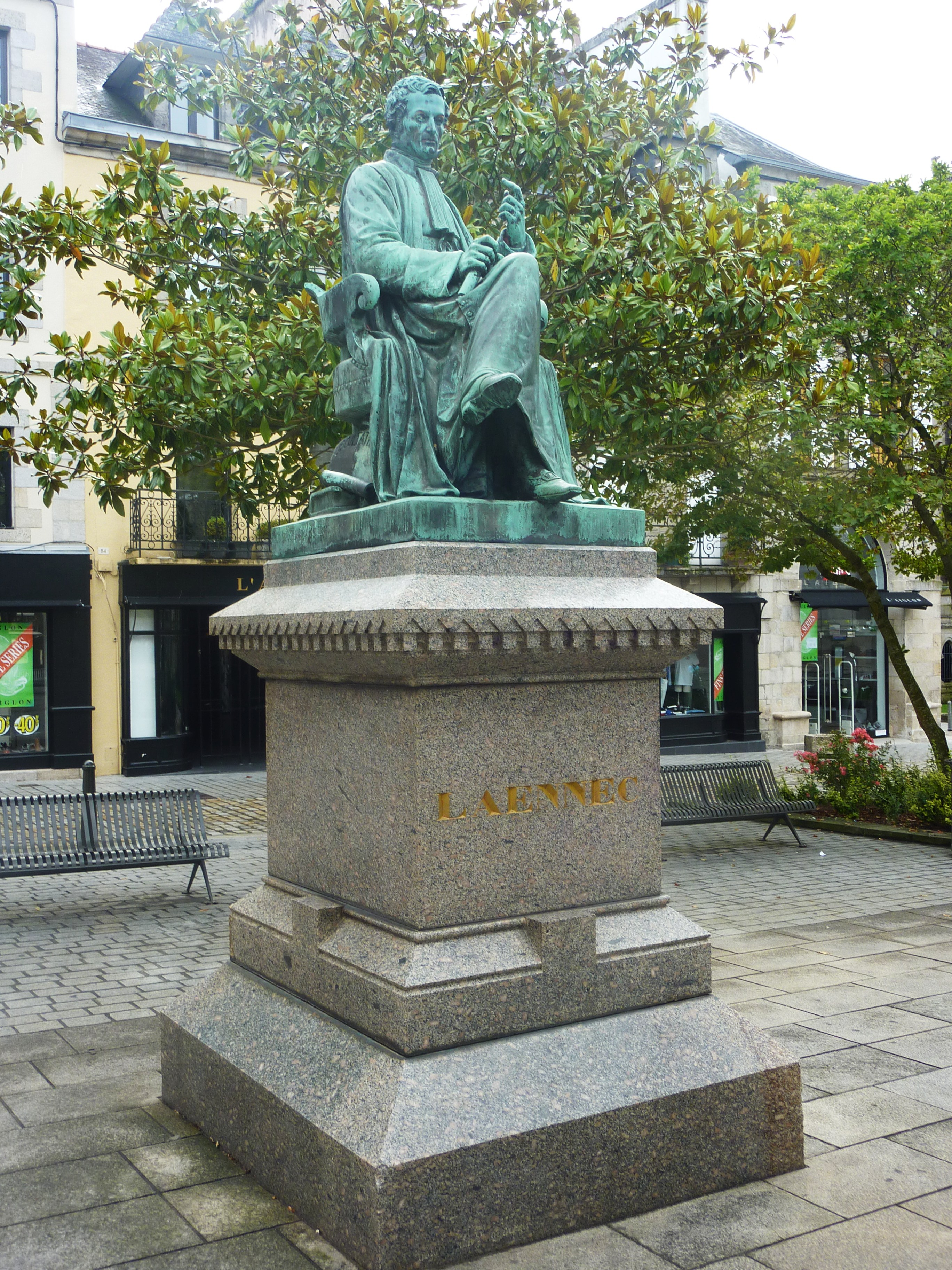
Monumento a René Laënnec, a Quimper

Laennec non si confinò nel solo ambito della medicina e della scienza, infatti ebbe uno spirito aperto a tutte le aspirazioni. Partendo da una condizione umile e disagiata, senza il sostegno economico e morale del padre che fu sempre indifferente alle sue scelte, restò umile anche dopo aver raggiunto una grande fama.

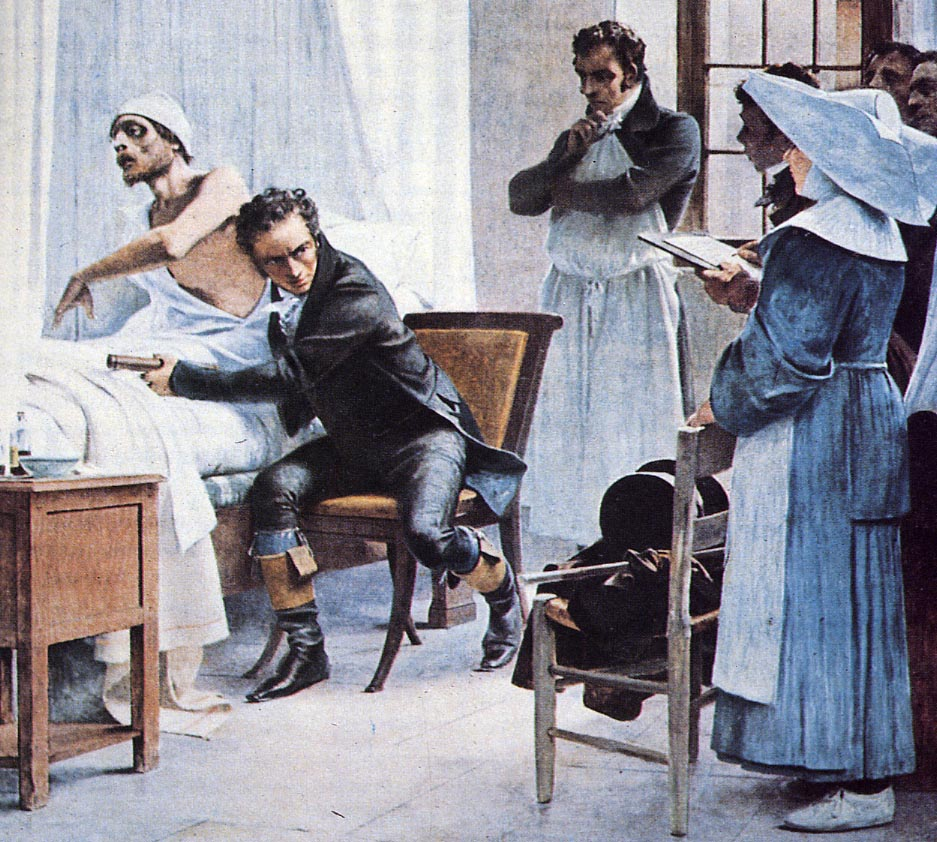
Laennec ausculta un tisico all'Ospedale Necker; dipinto di Théobald Chartran (1816

Dopo una giovinezza burrascosa, vissuta nel mezzo della Rivoluzione e complicata dai disagi economici, nel 1803 Laennec si riavvicinò alla fede tramite la Congregazione Sancta Maria, auxilium christianorum, fondata nel 1801 da Padre Delpuits. La sua massima aspirazione fu che il talento medico riuscisse ad eguagliare le virtù. Non a caso papa Pio VII lo definì medicus pius: una riflessione, un complimento ma anche un programma. La pietà conferisce alla medicina un'importanza particolare: non si tratta più di un'arte, di una professione, di un'occupazione filantropica; si tratta di un dovere di carità, scelto volontariamente, che va adempito in maniera completa.
Come altri componenti della Congregazione, meditò su temi di vita cristiana da discutere dopo la Messa domenicale. La copia inedita di una sua conferenza documenta l'erudizione, la precisione e la chiarezza che non caratterizzano solo i lavori scientifici ma anche le riflessioni più intime.
Fu animato da una grande fede che gli permise di vedere la conoscenza umana non come il diritto di ritenersi superiore ma come il dovere di elevarsi a Dio. Il suo modello fu Gesù, come dice egli stesso in una delle sue conferenze:
(René Laennec)

## Alcune pubblicazioni
- René-Théophile-Marie-Hyacinthe Laennec, Propositions sur la doctrine d'Hippocrate, relativement à la médecine pratique, présentées et soutenues à l'École de médecine de Paris, le 22 prairial an XII., Parigi, Tesi di Laurea, 1804.
- René-Théophile-Marie-Hyacinthe Laennec, De l'auscultation médiate ou traité du diagnostic des maladies des puomons et du coeur fondé principalment sur ce nouveau moyen d'exploration. 2 volumi., Parigi, Brosson & Chaudé, 1819.
- René-Théophile-Marie-Hyacinthe Laennec, Traité inédit sur l'anatomie pathologique, ou Exposition des altérations visibles qu'éprouve le corps humain dans l'état de maladie, Parigi, 1884.

## Nella cultura di massa
- Nel 1949 uscì in Francia il film Docteur Laennec, girato da Maurice Cloche e interpretato da Jean Bernard-Luc.[17]